# 五鳳 (呉)
五鳳（ごほう）は、呉の廃帝会稽王孫亮の治世に行われた元号。254年 - 256年。

## 出来事
- 3年10月：瑞兆により太平と改元。

## 西暦・干支との対照表
| 五鳳 | 元年  | 2年   | 3年   |
| 西暦 | 254年 | 255年 | 256年 |
| 干支 | 甲戌  | 乙亥  | 丙子  |

## 他元号との対照表
| 五鳳 | 元年         | 2年    | 3年    |
| 魏   | 嘉平6 正元元 | 正元2  | 正元3  |
| 蜀   | 延熙17       | 延熙18 | 延熙19 |